# Kirby Dach
Kirby Dach (* 21. Januar 2001 in St. Albert, Alberta) ist ein kanadischer Eishockeyspieler, der seit Juli 2022 bei den Canadiens de Montréal in der National Hockey League unter Vertrag steht. Zuvor verbrachte der Center drei Jahre bei den Chicago Blackhawks, die ihn im NHL Entry Draft 2019 an dritter Position ausgewählt hatten.

## Karriere
Im Jahr 2016 wurde Dach von den Saskatoon Blades aus der Western Hockey League mit dem zweiten Wahlrecht im WHL Bantam Draft ausgewählt. Im selben Jahr gab er sein WHL-Debüt und erzielte in 19 Spielen zehn Punkte. In der Saison 2017/18 spielte Dach in 52 Spielen für die Blades und erzielte sieben Tore und führte alle Rookies nach 39 Torvorlagen an.
Im Jahr 2019 wurde Dach für den Rest der Saison zum Assistenzkapitän der Blades ernannt.
Dach galt als eines der Top-Prospects im NHL Entry Draft 2019. Dort wurde er den Chicago Blackhawks in der ersten Runde mit dem dritten Pick ausgewählt. Am 8. Juli unterzeichnete er einen dreijährigen Einstiegsvertrag mit den Blackhawks. Die Spielzeit 2019/20 begann er in der Folge bei den Rockford IceHogs, dem Farmteam der Blackhawks aus der American Hockey League (AHL), ehe er wenig später in den Kader Chicagos berufen wurde und Mitte Oktober 2019 in der National Hockey League (NHL) debütierte. Seine Rookie-Saison beendete er mit 23 Scorerpunkten aus 64 NHL-Partien.
Während eines Testspiels in Vorbereitung auf die U20-Weltmeisterschaft 2021, die er als Mannschaftskapitän der kanadischen Auswahl bestreiten sollte, zog sich Dach im Dezember 2020 einen Bruch des rechten Handgelenks zu. Die Verletzung zog eine Operation nach sich und ließ ihn in der Folge große Teile der NHL-Saison 2020/21 verpassen.
Nachdem er die Spielzeit 2021/22 wieder komplett in der NHL absolviert hatte, wurde er im Rahmen des NHL Entry Draft 2022 überraschend an die Canadiens de Montréal abgegeben, sodass seine Zeit in Chicago nach drei Jahren endete. Im Gegenzug erhielten die Blackhawks ein Erstrunden- sowie ein Drittrunden-Wahlrecht im Draft 2022, Dach zum Zeitpunkt des Transfers den Status eines Restricted Free Agent hatte. Im September 2022 unterzeichnete er dann einen neuen Vierjahresvertrag in Montréal, der ihm ein durchschnittliches Jahresgehalt von ca. 3,4 Millionen US-Dollar einbringen soll. Von der Saison 2023/24 verpasste er im weiteren Verlauf allerdings den Großteil aufgrund einer Knieverletzung.

### International
Auf internationaler Ebene wurde Dach erstmals beim Hlinka Gretzky Cup 2018 in das Team Canada berufen, wobei er zwei Tore und fünf Assists in fünf Turnierspielen erzielte. Im Goldmedaillenspiel gegen Schweden erzielte er ein Tor im ersten Drittel und verhalf der kanadischen U18-Auswahl zu einem 6:2-Sieg.

## Erfolge und Auszeichnungen
- 2018 Goldmedaille beim Hlinka Gretzky Cup
- 2019 Teilnahme am CHL Top Prospects Game

## Karrierestatistik
Stand: Ende der Saison 2024/25

### International
Vertrat Kanada bei:
- World U-17 Hockey Challenge 2017
- Hlinka Gretzky Cup 2018

(Legende zur Spielerstatistik: Sp oder GP = absolvierte Spiele; T oder G = erzielte Tore; V oder A = erzielte Assists; Pkt oder Pts = erzielte Scorerpunkte; SM oder PIM = erhaltene Strafminuten; +/− = Plus/Minus-Bilanz; PP = erzielte Überzahltore; SH = erzielte Unterzahltore; GW = erzielte Siegtore; 1 Play-downs/Relegation; Kursiv: Statistik nicht vollständig)